# Kasteel de Donnea (Guigoven)

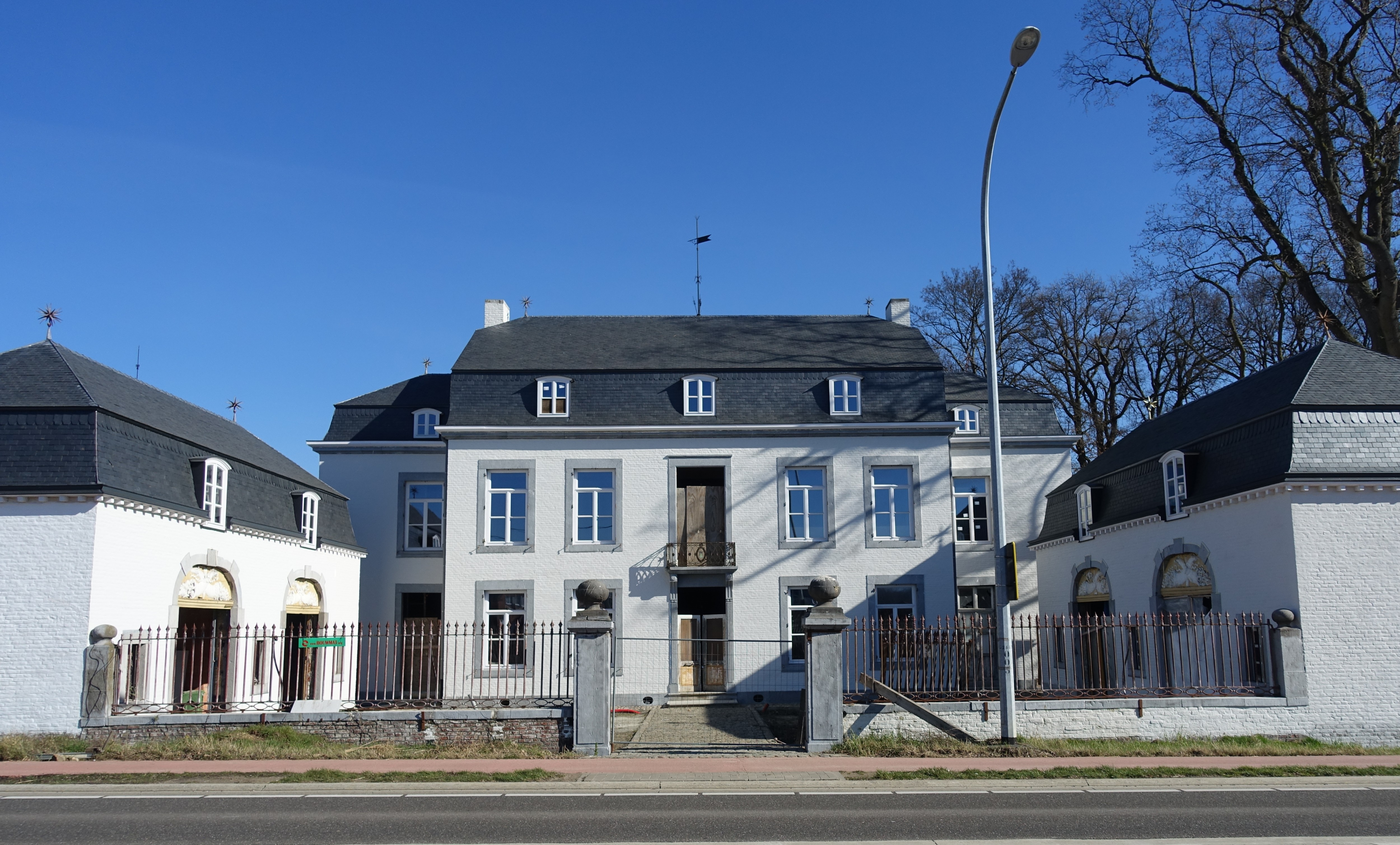
Kasteel de Donnea tijdens restauratie in 2019

Het Kasteel de Donnea vormt het centrum van een domein in Guigoven (gemeente Kortessem) in de Belgische provincie Limburg. Het is gelegen aan de Tongersesteenweg 196.

## Beschrijving
Een voorloper van dit kasteel bestond al in de 18e eeuw. In 1801-1802 werd het huidige woonhuis gebouwd. Het ligt centraal in het symmetrische, U-vormige complex, gekenmerkt door een Franse bouwstijl en mansardedaken. De zijvleugels zijn dienstgebouwen, eveneens onder mansardedaken die wellicht nog uit de 18e eeuw stammen. Feitelijk kijkt men, vanaf de hoofdweg, tegen de achterkant van het kasteel aan. Dit komt, omdat de weg, die vroeger vóór het kasteel langs liep, verlegd werd.
De vier vensters van de zijvleugels zijn voorzien van timpanen, waarop allegorisch stucwerk is aangebracht, elk voorstellende een van de vier jaargetijden in de vorm van hoornen des overvloeds.
Naast het woonhuis bevindt zich een hoevegebouw, dat zijn huidige vorm in 1839 heeft verkregen, maar mogelijk een oudere kern heeft.
Het kasteel wordt deels omgeven door een Engelse tuin waarin zich een aantal merkwaardige bomen bevinden, onder andere een exemplaar van de Amerikaanse tulpenboom (Liriodendron tulipifera). Ook is er een moestuin en een boomgaard.

## Bezitsgeschiedenis
Onder de eerste bewoners van het huidige kasteel was er de eeuweling graaf Edouard-Louis de Preston (Luik, 1783 - Beverst, 1884). Hij was getrouwd met barones Caroline de Wittenbach (Freiburg, Zwitserland, 1801 -  Bilzen, 1836) en hun negen kinderen, van wie de meesten heel jong stierven. De kinderen werden allen in Bilzen geboren, zodat het waarschijnlijk is dat hij pas na 1836, als weduwnaar, in Guigoven kwam wonen.
Het derde kind overleefde. Het ging om gravin Marie-Clémentine de Preston (Bilzen, 1830 - Beverst, 1913), die in 1852 trouwde met graaf Jean-Ferdinand de Renesse ('s Herenelderen, 1806 - Guigoven, 1867), officier in het Pruisische leger en zoon van Clément de Renesse-Breidbach, lid van het Nationaal Congres.  
Een van hun zoons was Theodore de Renesse (Guigoven, 1854 - Beverst, 1927), die in 1890 trouwde met gravin Berthe du Chastel de la Howarderie (1860-1941) en ze hadden drie dochters. Hij was gouverneur van Limburg van 1919 tot aan zijn dood. 
Na de Renesses werd het kasteel bewoond door jonkheer Vincent de Kerckhove dit van der Varent (Schaarbeek, 1855 - Jesseren, 1914). Hij was getrouwd met Virginie Duvivier (Vliermaal, 1859 - Forville, 1921). Ze hadden acht kinderen, van wie de vier laatste tussen 1887 en 1895 in Guigoven geboren werden. Nadat hij voordien burgemeester was geweest van Steenokkerzeel en provincieraadslid voor Brabant, werd hij schepen van Guigoven. Hij was de eigenaar van de Société Anonyme La Grande Siroperie Limbourgeoise in Jesseren - Borgloon. 
Na 1905 kwamen leden van de familie De Donnea het kasteel bewonen. In 1914, tijdens de Eerste Wereldoorlog, werd het geplunderd.
Onder de bewoners de Donnea zijn te vermelden:
- Ridder Oscar de Donnea (Tongeren, 1871 - Brussel, 1938), burgemeester van Gors-Opleeuw, getrouwd met Jeanne de Grady de la Neuville (Luik 1879 - Guigoven 1955).
  - Ridder Albert de Donnea (Gors-Opleeuw, 1904 - Guigoven, 1966), burgemeester van Guigoven.
  - Marguerite de Donnea (Gors-Opleeuw, 1907 - Guigoven-Kortessem, 2005).

## Bescherming en restauratie
Bij ministeriële besluiten van 2002 werden beschermd:
- als monument: Tongersesteenweg 196, Kasteel de Donnea en hoeve;
- als dorpsgezicht: de omgeving van het Kasteel de Donnea, moestuin, boomgaard en bospark;
- als monument: de familiekapel in het kasteelpark de Donnea.

Bij besluit van de Vlaamse regering van 14 december 2001 werd overheidstoelage toegezegd voor restauratie door de nieuwe eigenaar, Barinco bvba uit Borgloon.
Vanaf 2012 werd een volledige restauratie ondernomen door deze eigenaar, voor een begroot bedrag van bijna 3 miljoen euro. De Vlaamse Gemeenschap subsidieerde (Ministerieel Besluit van 13 april 2012) voor ruim 240.000 euro, de gemeente Kortessem en de provincie Limburg voor elk 72.000 euro (verslag gemeenteraad Kortessem 29 juni 2012). Het dak werd gedemonteerd en gerenoveerd, de gevel gestoomd om zeven lagen verf te verwijderen, het buitenschrijnwerk en het omliggend ijzeren hekwerk werden vervangen.